# Kærlighed i Murens skygge
Kærlighed i Murens skygge (tysk originaltitel: Weissensee) er en tysk tv-serie produceret for Das Erste.
I seriens første sæson prøves et østtysk par hårdt, da kvinden Julia Hausmanns mor er systemkritiker, mens manden Martin Kupfers bror og far arbejder for Stasi. Det meste af handlingen foregår i bydelen Weißensee i Berlin.